# Iryna Nafranowicz
Iryna Nafranowicz (biał. Ірына Нафрановіч, ros. Ирина Нафранович, ur. 1 maja 1984 w Miadziole) – białoruska biegaczka narciarska i biathlonistka.

## Kariera
Po raz pierwszy na arenie międzynarodowej Iryna Nafranowicz pojawiła się w 2002 roku podczas mistrzostw świata juniorów w Schonach. Wystąpiła tam w trzech konkurencjach, ale ani razu nie uplasowała się w czołowej trzydziestce. W Pucharze Świata w biegach narciarskich zadebiutowała 14 grudnia 2004 roku w Asiago, zajmując 50. miejsce w sprincie stylem klasycznym. Pomimo kilku sezonów startów Nafranowicz nigdy nie zdobyła punktów PŚ i nie była uwzględniana w klasyfikacji generalnej. Od 2004 roku startowała także w cyklu FIS Marathon Cup, zajmując między innymi czwarte miejsce w klasyfikacji generalnej sezonu 2004/2005. Przy tym raz stanęła na podium: 6 lutego 2005 roku była trzecia w niemieckim maratonie König-Ludwig-Lauf, ulegając jedynie Włoszce Cristinie Paluselli oraz Szwedce Sofii Lind. W 2006 roku brała udział w mistrzostwach świata młodzieżowców w Kranju, ale zajmowała odległe pozycje. Rok później startowała na mistrzostwach świata w Sapporo, gdzie w swoim najlepszym występie, biegu na 30 km techniką klasyczną zajęła 37. miejsce. W 2007 roku zdobyła także brązowy medal w biegu na 5 km stylem dowolnym podczas zimowej uniwersjady w Pragelato. W zawodach tych wyprzedziły ją jedynie Polka Justyna Kowalczyk i Słowaczka Alena Procházková.
Od 2010 roku staruje w biathlonie. W Pucharze Świata w biathlonie zadebiutowała 10 grudnia 2010 roku w Hochfilzen, zajmując 96. miejsce w sprincie. Był to jej jedyny start w sezonie 2010/2011 i wobec braku zdobytych punktów nie została uwzględniona w klasyfikacji generalnej. Jak dotąd nie startowała na mistrzostwach świata w biathlonie ani igrzyskach olimpijskich.

## Osiągnięcia

### Mistrzostwa świata
| Miejsce | Dzień     | Rok  | Miejscowość | Konkurencja                                 | Czas biegu  | Strata       | Zwyciężczyni    |
| ------- | --------- | ---- | ----------- | ------------------------------------------- | ----------- | ------------ | --------------- |
| 64.     | 22 lutego | 2007 | Sapporo     | Sprint stylem klasycznym                    | 2:50,9 min  | -            | Astrid Jacobsen |
| DNF     | 25 lutego | 2007 | Sapporo     | 2x7.5 km bieg łączony                       | 41:27,5 min | -            | Olga Zawiałowa  |
| 37.     | 3 marca   | 2007 | Sapporo     | 30 km stylem klasycznym ze startu wspólnego | 1:29:47,1 h | +11:30,7 min | Virpi Kuitunen  |

### Mistrzostwa świata juniorów
| Miejsce | Dzień       | Rok  | Miejscowość | Konkurencja             | Czas biegu  | Strata      | Zwyciężczyni          |
| ------- | ----------- | ---- | ----------- | ----------------------- | ----------- | ----------- | --------------------- |
| 38.     | 22 stycznia | 2002 | Schonach    | 15 km stylem klasycznym | 44:00,0 min | +4:56,1 min | Jewgienija Krawcowa   |
| 38.     | 24 stycznia | 2002 | Schonach    | 5 km stylem dowolnym    | 16:15,1 min | +1:24,7 min | Élodie Bourgeois-Pin  |
| 48.     | 26 stycznia | 2002 | Schonach    | Sprint stylem dowolnym  | ?           | -           | Mona-Liisa Malvalehto |

### Puchar Świata

#### Miejsca w klasyfikacji generalnej
- sezon 2004/2005: -
- sezon 2007/2008: -
- sezon 2008/2009: -

#### Miejsca na podium
Nafranowicz nigdy nie stała na podium indywidualnych zawodów Pucharu Świata.

### FIS Marathon Cup

#### Miejsca w klasyfikacji generalnej
- sezon 2003/2004: 28.
- sezon 2004/2005: 4.
- sezon 2007/2008: 7.

#### Miejsca na podium
| Nr | Dzień    | Rok  | Zawody            | Dystans                 | Czas biegu  | Strata       | Pozycja | Zwyciężczyni       |
| -- | -------- | ---- | ----------------- | ----------------------- | ----------- | ------------ | ------- | ------------------ |
| 1. | 6 lutego | 2005 | König-Ludwig-Lauf | 55 km stylem klasycznym | 2:41:59,3 h | +10:57,7 min | 3.      | Cristina Paluselli |

## Osiągnięcia w biathlonie

### Puchar Świata

#### Miejsca w klasyfikacji generalnej
| Sezon     | Miejsce |
| --------- | ------- |
| 2010/2011 | -       |

#### Miejsca na podium
Nafranowicz nie stała na podium zawodów PŚ w biathlonie.